# Fajolles
Fajolles ist eine französische Gemeinde mit 109 Einwohnern (Stand 1. Januar 2022) im Département Tarn-et-Garonne in der Region Okzitanien. Sie gehört zum Arrondissement Castelsarrasin und zum Kanton Beaumont-de-Lomagne. Die Bewohner nennen sich Fajollais. 
Nachbargemeinden sind Saint-Arroumex im Norden, Angeville im Nordosten, Garganvillar im Osten, Sérignac im Süden und Coutures im Westen.

## Bevölkerungsentwicklung
| Jahr      | 1962 | 1968 | 1975 | 1982 | 1990 | 1999 | 2007 | 2015 |
| --------- | ---- | ---- | ---- | ---- | ---- | ---- | ---- | ---- |
| Einwohner | 123  | 124  | 107  | 96   | 81   | 77   | 105  | 97   |